# 狂飙社
狂飙社是中华民国一个文学社团，因《狂飙》周刊而得名。

## 历史
1923年暑假，山西省立第一中学的高长虹、张稼夫、段复生、高沐鸿等组织狂飙社。
1924年，冯玉祥在北京发起政变，高长虹办起《狂飙》周刊。
1926年10月10日，高长虹在上海重新开办《狂飙》周刊，张申府、常风、张稼夫、潘汉年、欧阳山等是主要作者。